# 安德烈娅·莱什基
安德烈娅·莱什基（1997年1月8日—），斯洛文尼亚女子柔道运动员，2021年世界柔道锦标赛女子63公斤级银牌得主、2023年世界柔道锦标赛女子63公斤级银牌得主。